# He Ji
He Ji és una esportista xinesa que va competir en judo, guanyadora de dues medalles al Campionat Asiàtic de Judo els anys 1996 i 1997.

## Palmarès internacional
| Campionat Asiàtic | Campionat Asiàtic      | Campionat Asiàtic | Campionat Asiàtic |
| Any               | Lloc                   | Medalla           | Categoria         |
| ----------------- | ---------------------- | ----------------- | ----------------- |
| 1996              | Ho Chi Minh ( Vietnam) | 1                 | –52 kg            |
| 1997              | Manila ( Filipines)    | 3                 | –52 kg            |